# Wojewódzkie Centrum Telekomunikacyjne w Poznaniu
Wojewódzkie Centrum Telekomunikacyjne – modernistyczny gmach Telekomunikacji Polskiej zlokalizowany przy wschodniej pierzei Alei Marcinkowskiego na pograniczu Starego Miasta i Centrum na osiedlu samorządowym Stare Miasto w Poznaniu, w bezpośrednim sąsiedztwie starego budynku pocztowego i Muzeum Narodowego.

## Historia
Obiekt wzniesiono w technice żelbetowej, w 1975, a projektantem był Zdzisław Piwowarczyk, wspomagany przez Reginę Pawułę-Piwowarczyk. Konstruktorem był Janusz Gunderman. Powodem budowy gmachu była konieczność rozbudowy poczty o nowoczesne przestrzenie potrzebne gwałtownie rozwijającej się w końcu lat 60. XX wieku telekomunikacji. Zlokalizowano tutaj Wojewódzkie Centrum Telekomunikacyjne.

## Architektura
Odważnym i nieszablonowym rozwiązaniem, zwłaszcza w kontekście starej tkanki architektonicznej śródmieścia, było zastosowanie charakterystycznych kamiennych, poziomych żaluzji na całej elewacji, które z czasem zdjęto, a w początkach XXI wieku (po modernizacji obiektu) – przywrócono, na wyraźne żądanie współautorki rozwiązania, która nie chciała pozostawienia jedynie części tych elementów, co wstępnie zaproponowano. Obecne żaluzje wykonano z wysokiej jakości granitu, w miejsce wcześniejszego, nietrwałego lastriko.
Gmach stanowi istotny element panoramy centralnej części Alei Marcinkowskiego, stanowiąc tło i wizualne uzupełnienie dla długiego, horyzontalnego budynku Muzeum Narodowego. Projektant planował także przebudowę głównego wejścia do starego gmachu pocztowego, do czego jednak nie doszło.

## Galeria

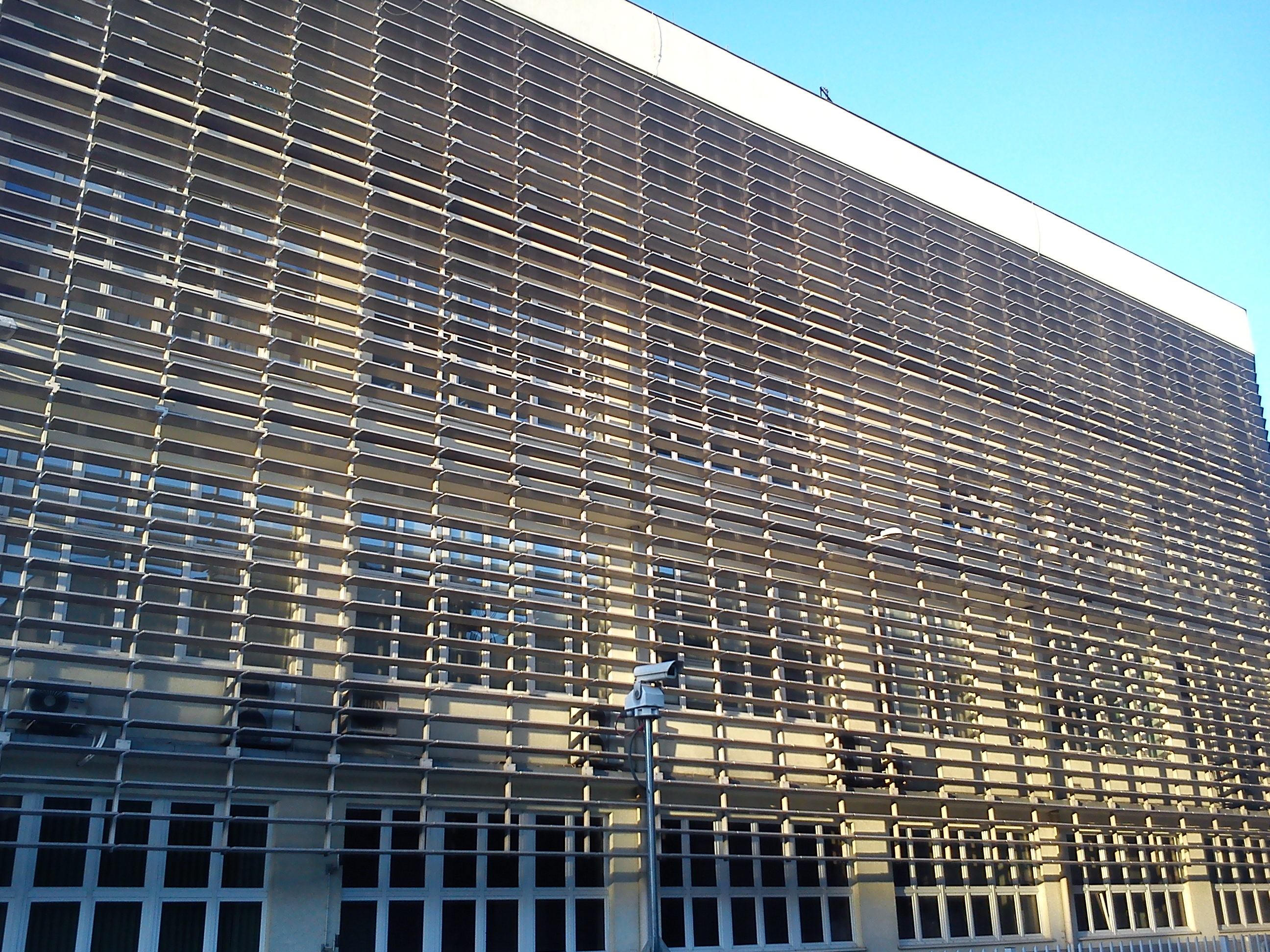
Detal elewacji
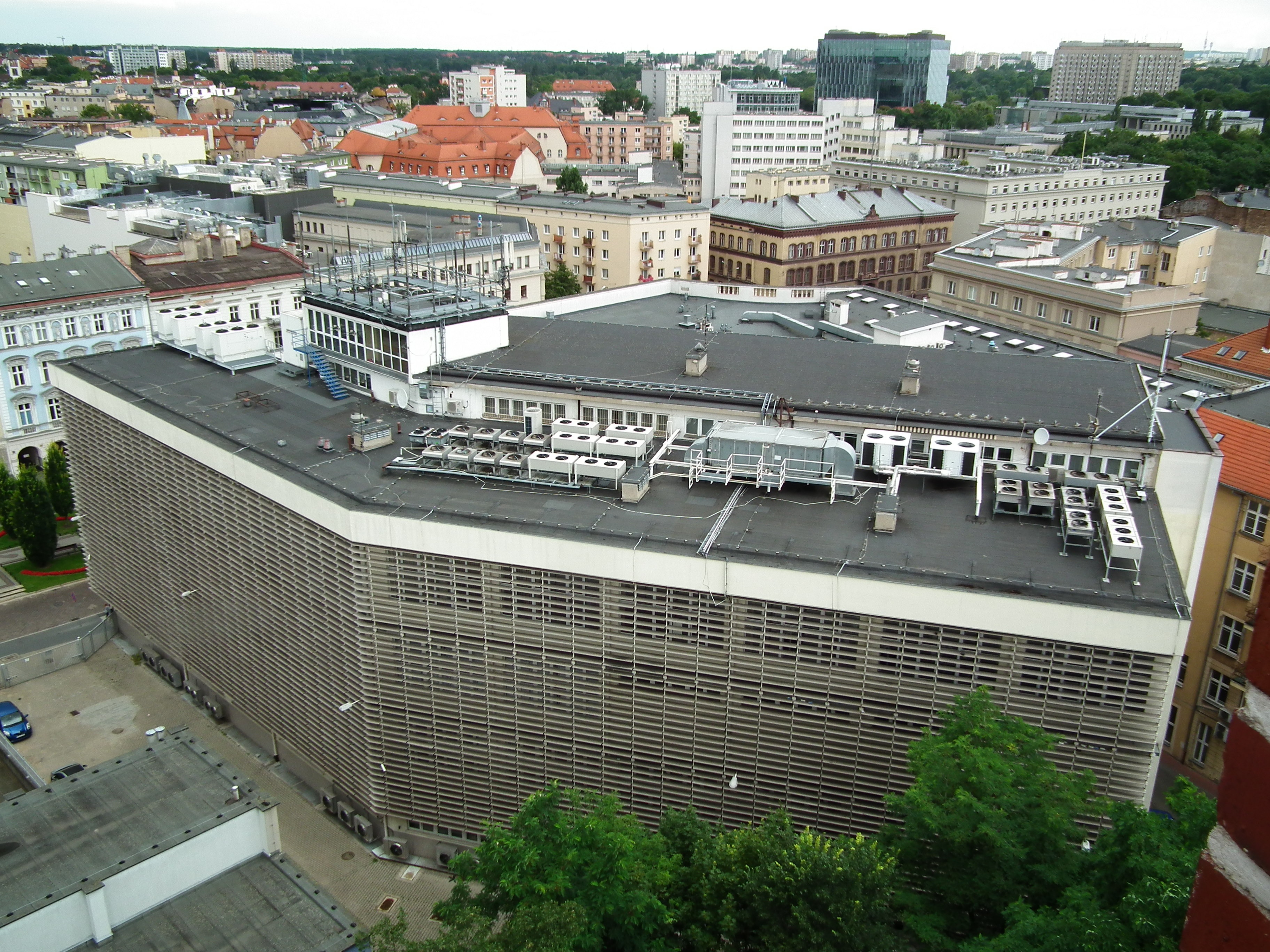
Z Zamku Królewskiego